# Музыканты одного полка
«Музыканты одного полка» — советский художественный фильм.
В одном из городов русского Севера небольшая музыкантская команда под влиянием молодого большевика-подпольщика Илютинского переходит на сторону Советской власти.

## В ролях
- Юрий Соломин — валторнист Алексей Илютинский
- Павел Кадочников — баритонист Игорь Чулковский по прозвищу «Дикий»
- Игорь Горбачёв — музыкант Далецкий
- Николай Ерёменко (старший) — предгубисполкома Макеев
- Николай Боярский — адъютант полка поручик Василий Леонидович Боголюбов
- Константин Никитин — старший унтер-офицер Куракин
- Константин Адашевский — фельдфебель Иван Захарович Мокрый
- Анатолий Подшивалов — музыкант Ефрем Еремеев
- Александр Суснин — Михалыч
- Валентина Егоренкова — Валя Кутюмина
- Аркадий Трусов — Кутюмин
- Степан Крылов — подпольщик Щапин
- Владимир Маренков — подпольщик Линев
- Леонид Чубаров — подпольщик Рогачев
- Григорий Михайлов — подпольщик Руденков

## Съёмочная группа
- Авторы сценария: Павел Кадочников, Д. Дэль (Леонид Любашевский)
- Режиссёры: Павел Кадочников, Геннадий Казанский
- Главный оператор: Геннадий Черешко
- Композитор: Владислав Кладницкий
- Художник: Иван Иванов